# Chaguaní
Chaguaní – miasto w Kolumbii, w departamencie Cundinamarca.